# レム (Re:ゼロから始める異世界生活)
レムは、長月達平によるライトノベル作品『Re:ゼロから始める異世界生活』に登場するヒロインの一人。

## 作中設定

### 人物像
17歳の少女であり、ロズワール・L・メイザースの屋敷で双子の姉ラムと共にメイドとして働いている。メイドとしては有能かつ万能である。心を許した相手には温和で献身的な性格を見せるが、敵とみなした相手には容赦しない。また、感情の抑制が利かず、暴走しやすい面もある。
実はラムと共に亜人である鬼族の生き残りであり、戦闘時には巨大なモーニングスターを振り回して暴れる。水系統の魔法の使い手であるが、戦闘時には治癒魔法も使用する。身長は154センチで、体重は公式によると「鉄球より軽いように思える」とのこと。誕生日は2月2日。趣味は演劇鑑賞や詩文。水色の髪と瞳を持ち、ラムとよく似た容姿をしている。ただし、髪の色は姉妹で異なり、前髪で隠れている目も左右逆となっている。また、胸のサイズもレムの方がラムよりも大きい。また、鬼族特有の角も現在はレムのみが有している。名前の由来は英単語「left」（ラムは「right」）に由来する。
スピンオフ作品である「学園リゼロ」においては姉のラム共々スバルの幼馴染という設定である。

### 来歴
幼少時代、天才と呼ばれたラムとは異なり自身は才能に恵まれず、姉妹で比較され続けてきたことで、ラムに対して劣等感を抱いていたが、魔女教の襲撃によってラムが角を失ったことで、長年の劣等感から解放されたことで内心喜んでしまい、それ以来ラムに対して負い目を感じていた。それが原因で過度に自分を卑下する傾向が多かったが、魔獣騒動を経てナツキ・スバルに説得されたことで意識を改める。魔獣騒動以降、スバルに対して恋心を抱くようになり、惜しみない愛情を向けているが、それと同時に彼に『自分の理想の英雄像』を重ねており、第三章にてスバルが自分の運命から逃避しようとした時には彼を拒絶し、再び運命に立ち向かうことを促した。その後、白鯨討伐を果たし、王都に帰還していた道中、突然現れた魔女教大罪司教『強欲』レグルス・コルニアスと『暴食』ライ・バテンカイトスに襲撃され、バテンカイトスの暴食の権能により名前と記憶を奪われてしまい、スバル以外の周囲からは存在を忘れられる。現在は抜け殻のような状態のまま眠りについていたが、ラムがバテンカイトスを討ち取ったことにより、記憶を失った状態で目を覚ましたが、スバル、ルイとともにヴォラキア帝国に転移させられる。
死のループに背を向けたスバルと共に駆け落ちした未来を描いたIFストーリーでは、カララギでスバルと結婚し、リゲルとスピカという名前の2人の子供を授かり、幸せな家庭を築いている。

## 展開

### アニメ
『Re:ゼロから始める異世界生活』のアニメ化は2016年4月から行われており、本アニメでは水瀬いのりがレム役を務めている。
水瀬は最初期にスバルと接するシーンでは「メイドとしてクールなレム」を作っていくことを意識した。テレビアニメ第1期第7話でレムがスバルを追い詰めるシーンについては、原作小説で読んだ際にこの場面が鍵になると考えどのように演じるか熟考した。そして、本番のアフレコでは普段のレムとはガラッと変わるような低くてドスの効いた声を出したところ、「さらに低く、さらに怖く」してほしいと要求されたことで、「幅を見せる重要な場面だからもっと振り切らなきゃいけない」ことが分かり、「よし思い切りやろう」と思って演じたと振り返っている。
水瀬は制作陣からテレビアニメ第1期第18話がとても重要なエピソードであることを事前に聞いており、声優二人による仕事はなかなか無く、レムの特殊エンディングも流れたことでとても印象に残るエピソードだったと振り返っている。
KADOKAWAのプロデューサー・田中翔によれば、「小説のヒロインがエミリアであることは、最初からブレてはならないもの」だとする一方で、レムの方がヒロインのように感じることは確かだと話している。監督の渡邊政治もヒロイン的な立ち位置がエミリアで、サブヒロイン的な立ち位置がレムだとする一方で、「明らかにレムのほうがヒロインっぽい」と話している。また、同社の宣伝担当によれば「最初からレムを推していく」という選択肢も存在していたことを明かしている。

### キャラクターソング
テレビアニメ『Re:ゼロから始める異世界生活』第1期第18話においてレム名義による特殊エンディング「Wishing」が流れた。水瀬はどのように歌うかのイメージについて以下のように話している。

### 企画・商品化
KADOKAWAは2017年2月にレムの誕生日を記念して「Re:ゼロから始めるレムの誕生日生活 2017 in Akihabara ＆ Shibuya」を開催した。
2017年5月に日本アニメデジタルグッズブランド「Gugenka」からスマートフォン用VRアプリ「VRでレムと異世界生活〜膝枕編&添寝編」が発売された。
2017年8月に等身大フィギュアブランド「FIGUREX」からレムの等身大フィギュア（値段：148万円）が10体限定で発売された。2020年3月にはデザインココ・日吉屋の協力にて制作された「レム 浮世絵 等身大フィギュア」（値段：352万円）が10体限定で発売された。2021年2月にはフリューより吉德とのコラボレーション商品「Re：ゼロから始める異世界生活 レム-日本人形- 1/4スケールフィギュア」が発売された。
2024年2月に『僕の心のヤバイやつ』第2期とのコラボ企画によるイラストとミニドラマが公開された。コラボイラストには山田杏奈とレムがお互いの衣装を好感した姿が描かれ、コラボミニドラマでは市川京太郎と山田杏奈、レムが共演した。本企画は市川京太郎がレムが好きで、LINEのアイコンもレムにしていたことから決まったものである。

## 評価

### 反響・影響
性別・年齢・種族問わず様々なキャラクターが登場する『Re:ゼロから始める異世界生活』においてレムの人気は群を抜いており、ファンの間ではヒロインであるエミリアをも凌ぐ人気だと言われる。また、2020年時点でpixiv状には20,000点以上のイラストが投稿され、Redditにおいても登録者数20,000以上となるレムのコミュニティが立ち上がっている。
2016年8月28日に発送予定であったレムの抱き枕はファンからの注文が殺到したことで延期になり、9月9日に再発送されることとなった。2020年9月には「Re：ゼロから始める異世界生活 レム-日本人形- 1/4スケールフィギュア」（上述参照）の開発がきっかけとなり、フリューと吉徳が「業務提携に向けた共同事業における基本合意書」を締結した。
ライター・のざわよしのりは『Re:ゼロから始める異世界生活』について、テレビアニメ化によって多くの原作未読者に作品が知れ渡るようになったとしたうえで、「レムのひたむきな純粋さ」がアニメファンの注目の的になり人気を博したと述べている。
ライターのTimothy Blake Donohooはレムがファンから愛される表面上の理由としては彼女が着ているメイド服というビジュアル面であるとしているが、一方で彼女の魅力はたくさんあり、中でも彼女の悲劇性が最も魅力的な部分であるとしている。鬼族として生まれたものの双子故に角が一本しか生えておらず、さらには姉のラムが神童であったことから、彼女の陰に隠れる存在であった。しかし、ラムが角を失ったことで、レムとラムの立場が逆転し、ラムが負うはずだった役割を担わなければならなくなった。このようなレムの劣等感にファンは共感し、この深さの度合いが、より表面的なキャラクターが存在する典型的な異世界系のライトノベルやアニメと一線を画する要因となっていると評している。またTimothyは、このことからレムはシリーズで最も人気のあるキャラクターとなり、レムの人気がシリーズ自体が成功し続けている最大の要因でもあるとも評している。

### 『このライトノベルがすごい！』による評価
『このライトノベルがすごい！』女性キャラクター部門では2017年版から2年連続トップ10入りを果たしている。
| 年   | 賞                              | 部門                 | 順位 |
| ---- | ------------------------------- | -------------------- | ---- |
| 2015 | このライトノベルがすごい！ 2016 | 女性キャラクター部門 | 19位 |
| 2016 | このライトノベルがすごい！ 2017 | 女性キャラクター部門 | 2位  |
| 2017 | このライトノベルがすごい！ 2018 | 女性キャラクター部門 | 8位  |
| 2018 | このライトノベルがすごい！ 2019 | 女性キャラクター部門 | 18位 |
| 2019 | このライトノベルがすごい！ 2020 | 女性キャラクター部門 | 18位 |
| 2020 | このライトノベルがすごい！ 2021 | 女性キャラクター部門 | 17位 |
| 2021 | このライトノベルがすごい！ 2022 | 女性キャラクター部門 | 19位 |
| 2022 | このライトノベルがすごい！ 2023 | 女性キャラクター部門 | 28位 |

### 人気投票・読者アンケート等
「ねとらぼ」が読者投票を元に発表した「「Re:ゼロから始める異世界生活」好きなキャラクターランキングTOP26！（2022年）」では1位、「声優「水瀬いのり」の好きなテレビアニメキャラ」ランキングTOP31！（2023）」では1位をそれぞれ獲得している。「アニメ！アニメ！」が実施した「（水瀬いのりが）演じた中で一番好きなキャラクターは？」と題した読者アンケートでは2022年版・2023年版で共に2位を獲得している。
「キャラペディア」が実施した「もっとも魅力的だった2016年アニメキャラ TOP20!」では1位を獲得している。「読者が選ぶアニメキャラ大賞2019」では「かわいかったで賞」、「ニュータイプアニメアワード2015-2016」では女性キャラクター賞をそれぞれ受賞。コミック・ブック・リソーシズのライター・Chirag Pattniが発表した「異世界アニメにおける脇役キャラクター10選」と題したランキングでは2位を獲得している。
「第1回クランチロール・アニメアワード」にて2部門でノミネートされ、レムがBest Girl（最優秀女性キャラ）を受賞した。「第3回 Anime Trending Awards」では「GIRL OF THE YEAR」「SUPPORTING GIRL OF THE YEAR」で共に1位を獲得し、さらに「BEST VOICE ACTING PERFORMANCE BY A FEMALE」ではレム役を演じた水瀬いのりが1位を獲得した。Bilibiliが主催する2016年度アニメ人気大賞の女性キャラクター部門で1位を獲得している。ファニメーションが実施したファン投票「A Decade of Anime」女性キャラクター部門にて受賞した5人のキャラクターのうちの一人がレムであった。